# Pyrausta tripunctalis
Pyrausta tripunctalis là một loài bướm đêm trong họ Crambidae.